# Lejeunea cucullata
Lejeunea cucullata là một loài Rêu trong họ Lejeuneaceae. Loài này được (Reinw., Blume & Nees) Nees mô tả khoa học đầu tiên năm 1838.